# Junnosuke Schneider
Junnosuke Schneider (japanisch シュナイダー 潤之介 Schneider Junnosuke; * 22. Mai 1977 in der Präfektur Tokio) ist ein ehemaliger japanischer Fußballspieler.

## Karriere
Schneider erlernte das Fußballspielen in der Schulmannschaft der Meisei High School und der Universitätsmannschaft der Meisei-Universität. Seinen ersten Vertrag unterschrieb er 2000 bei den Gunma FC Fortona. 2001 wechselte er zum Zweitligisten Sagan Tosu. Für den Verein absolvierte er 131 Ligaspiele. 2007 wechselte er zum Ligakonkurrenten Vegalta Sendai. Für den Verein absolvierte er 18 Ligaspiele. 2009 wechselte er zum Drittligisten Gainare Tottori. Für den Verein absolvierte er 34 Ligaspiele. 2010 wechselte er zum Zweitligisten Yokohama FC. Für den Verein absolvierte er 77 Ligaspiele. Danach spielte er bei den Nara Club. Ende 2015 beendete er seine Karriere als Fußballspieler.